# Kelsey Plum
Kelsey Christine Plum, född 24 augusti 1994, är en amerikansk basketspelare. 
Plum deltog vid olympiska sommarspelen 2020 och var en del av USA:s lag som tog guld i tremannabasket.